# Sabah Air
Penerbangan Sabah Sdn Bhd, comercializada como SabahAir (Malayo: Penerbangan Sabah), es una aerolínea con base en Sabah, Malasia.

## Historia
La aerolínea fue fundada en 1975 por el gobierno del estado de Sabah, bajo la tutela del ministerio de finanzas.  

## Servicios
Los vuelos pueden ser contratados para sobrevolar las islas y playas vecinas de Sabah, como las islas Gaya, Manukan y Sapi. Los vuelos son fletados con carácter diplomático o privado.

## Flota
En enero de 2009 la flota de SabahAir incluye:
| Avión                       | En servicio | Pedidos | Plazas |
| --------------------------- | ----------- | ------- | ------ |
| GAF N22B Nomad              | 1           | -       | -      |
| Bell 206 B helicopter       | 6           | -       | -      |
| Bell 206 L3 & L4 helicopter | 2           | -       | -      |
| Beechcraft King Air 200     | 1           | -       | -      |
| Agusta 109 Grand            | 1           | -       | -      |